# Аксиал (подводный вулкан)
Аксиал — активный вулкан, который извергает лаву под водой, расположен в Тихом океане на подводном плато Хуан де Фука, в 480 км к западу от побережья штата Орегон, США. Является молодым вулканом подводного хребта Кобб-Ейкельберг.
Аксиал — подводный вулкан на глубине 1410 метров. Высота подводной горы составляет 700 метров. Вулкан образует прямоугольную кальдеру размером 3 X 8 км, которую окружают рифтовые зоны. К северу от вулкана находятся подводные гидротермальные источники, рядом с которыми живут биологические микроорганизмы.
Вулкан был обнаружен в 1983 году в результате гидротермальной активности в данном районе.
В январе 1998 года было зафиксировано мощное извержение с подводным выходом лавы и образованием в южной части кальдеры 9-километровой трещины в земной коре. Лавовые извержения изменили поверхность дна океана в этом районе и образовали причудливый пейзаж в виде арок, столбов и небольших пещер.

## Видео
- Гидротермальная активность Аксиала на YouTube